# Chavacano
El chavacano o chabacano és un idioma crioll basat en el castellà que es parla a les Filipines. La paraula chavacano deriva del castellà, en què s'utilitza per a indicar 'mal gust', 'vulgaritat'. L'idioma chavacano es va desenvolupar a Cavite City, Ternate, la península de Zamboanga i Ermita. També deriva de la paraula chavano, utilitzada per la població de Zamboanga. Té sis dialectes diferents: zamboangueño a Zamboanga City; davaoeño zamboangueño/castellano Abakay a Davao City; ternateño a Ternate; caviteño a Cavite City; cotabateño a Cotabato City; i ermiteño a Ermita.

## Història
El Chavacano té una llarga tradició a les Filipines, ja que forma part de la seva herència hispànica, fruit dels contactes entre la població zamboanguenya i els hispanoparlants, tant peninsulars com noushispans (llatinoamericans) traslladats a les illes de l'arxipèlag. La paraula prové de l'adjectiu chabacano, el significat és vulgar o sense art, ja que els espanyols consideraven aquesta llengua criolla com un espanyol vulgar. La varietat anomenada ermitaño està desapareguda des del bombardeig que van fer les tropes americanes i la neteja de sang japonesa a la Segona Guerra Mundial.
En general, en el chabacano, la gran majoria de les paraules són d'origen espanyol, però el filipí i els idiomes locals tenen un paper important en la composició de les frases i la gramàtica. Antigament se'l va anomenar llenguatge de botiga o espanyol del paria, de manera despectiva.
Es va començar basant-se, sobretot, en el llenguatge espanyol dels pocs habitants de parla espanyola pura que van arribar fins a Mindanao i la necessitat d'aquests comunicar-se amb els indígenes que parlaven un gran nombre de llengües, impossibles de aprendre totes a la vegada.